# 阿尔茜
雅希是變形金剛系列中的其中角色。是變形金剛最早出現、也最具代表性的女性角色。通常是博派(Autobot)成員，女性角色，大部分時候配色以粉紅色為主，不過也有例外。

## 動畫系列

### G1動畫系列
在G1系列中，雅希最早出現在1986年的《變形金剛：大電影》(Transformers：The Movie)中，作為駐守在博派金剛城市(Autobot City)的其中一員。作為第一個出現的女性變形金剛，雅希的身體輪廓類似纖細的女性，並具有明顯的女性特徵，身體主要以粉紅色和白色為主要色調，兩肩後有兩片板狀結構，其頭盔內建有粉紅色的鏡片，其頭部兩側的螺旋造型設定出自於當時大紅大紫的星際大戰系列的莉亞公主的髮型。變形成一輛粉紅色和白色的賽博坦(Cybertron)跑車。然而並沒有推出玩具。由蘇珊‧布魯(Susan Blu)聲演。個性溫柔、對博派的人類朋友史派克·魏瓦奇(Spike Witwicky)的兒子丹尼爾(Daniel Witwicky)，總是盡心盡力的保護，即使在很危險的情況下也是如此。
在整部電影的戲分中主要都是在照顧丹尼爾，從一開始博派城市被狂派(Decepticon)襲擊時就在保護丹尼爾，之後和彈簧(Springer)、羅德(Hot Rod)、老杯(Kup)、馬格斯(Ulta Magnus)等人一起死守博派城市直到柯博文(Optimus Prime)的支援抵達。在柯博文死後之後和其他博派成搭是太空船離開，並迫降在垃圾星(Junkion)、被當地人追殺了一陣子，但在羅德和老杯到來之後和解。
在大電影之後的第三季、第四季以及之後的續作，包括頭領戰士等等作品中，雅希都有持續出場，並在頭領戰士中被改造為頭領戰士，並由丹尼爾擔任其頭部。

### 變形金剛：超能連結(トランスフォーマー スーパーリンク)
在2004年的《變形金剛：超能連結》中出場，此版本的雅希造型和前作差異頗大，是第一部雅希變形成摩托車的作品，具有可以直接操控超能量的特殊能力，並使用超能量弓箭作為武器。由淺野真澄聲演，英文版由莎倫‧亞利桑大(Sharon Alexander)配音。

### 變形金剛進化版(Transformers Animated)
在2008年播出的電視作品中，雅希的造型非常接近其在G1動畫中的模樣，以白色和粉紅色為主，並配合本作美術風格有比較誇張化的肢體比例。個性比較溫柔。英文版由G1動畫的配音員蘇珊‧布魯再次演出，台灣卡通頻道播出版本則由林美秀配音，日文版由高垣彩陽配音，港版由袁淑珍配音。
賽博坦戰前時期是一名老師，在賽博坦戰爭時在博派擔任情報員，有著重要的情報密碼。但當飛輪(Ratchet)帶著她逃離戰場時，他們碰上了地獄獵人(Lockdown)，兩人一起被捕，就在地獄獵人即將把兩人送給密卡登(Megatron)時，雅希要求飛輪用電磁脈衝消除她的記憶，飛輪不肯，但和地獄獵人的爭執中不慎啟動了電磁脈衝，雅希的記憶也跟著一起消失。被指派擔任大力金剛(Omega Supreme)的導師，在她陷入昏迷後，此工作由飛輪接手。在最後一集，飛輪再次對雅希使用從地獄獵人那裡搶回來的電磁脈衝後，雅希恢復了記憶。

### 變形金剛：領袖之證(Transformers Prime)
在2010年播出的版本中，雅希是領袖之證動畫系列中的主要角色之一。本作中的雅希造型和先前的作品有比較明顯的差異，身體以深藍色為主，有些微粉紅色的點綴，且身形也比較纖細，背後有兩片類似小翅膀的構造，頭部有類似尖角的突起。個性上，本作中的雅希因為前兩任搭檔檔板(Tailgate)和跳崖者(Cliffjumper)的死亡而顯得較為封閉、嚴肅，但對於朋友非常忠誠，對於敵人，則是無情而致命的戰士。武器包含雙手變形成雷射槍或是從小臂伸出的雙刀，載具型態是深藍色的重型機車。由蘇瑪莉‧蒙塔諾(Sumalee Montano)聲演，而先前的配音員蘇珊‧布魯在本作則擔任配音監督，台灣版由馮嘉德配音，日文版由伊藤靜配音，港版則由謝潔貞配音。
作為柯博文小隊的成員，和人類傑克‧達比(Jack Darby)成為同伴。因為檔板的死和黑寡婦(Airachnid)結下樑子，之後在發現是天王星(Starscream)殺死跳崖者後也因此痛恨天王星。和跳崖者逃到地球時毀損震盪波(Shockwave)的眼睛。最後和傑克道別、回到賽博坦。曾經在台詞中提及過去的塗裝是粉紅色的。

### 變形金剛：Cyberverse(Transformers: Cyberverse)
雅希在2018年的《變形金剛：Cyberverse》中登場，在第二季後成為常駐背景角色，其造型比較接近G1動畫，以粉紅色和白色為主，變形成一輛賽博坦跑車。個性非常活潑、大膽，總是充滿熱情、經常四處探險，甚至在地球期間還和各種動物拍攝紀念照。和鋼鎖(Grimlock)是好友，曾經一起去合和至尊(Nexus Prime)的陵墓探險、尋寶，還差點為此錯過博派和狂派的和平條約締結儀式。在本作中由海梅‧藍齊克(Jaime Lamchick)聲演，和博派同伴克羅米亞(Chromia)、狂派追跡者(Seeker)硫酸雨(Acid Storm)、魅煞(Alpha Strike)、暴亂獸音樂家歐普拉特絲(Operatus)共用同一名配音員。

### 變形金剛：賽博坦大戰三部曲(Transformers: War For Cybertron Trilogy)
在2020年由網飛所製作的動畫三部曲中，雅希作常駐角色登場。其在劇中的造型完全貼近其在G1動畫中的外觀，以粉紅色和白色為主，頭部兩側有圓環造型，變形成一輛粉紅色、白色的賽博坦跑車。由索菲亞‧伊莎貝拉(Sophia Isabella)聲演。
雅希在第一季《圍城》中的主要戲份是代表博派去和超能量體供應商沙盤交易，在最後則和柯博文、大黃蜂等人一起搭上方舟號離開賽博坦。在2021播出的第二季《地球崛起》忠和其他方舟後的同伴一銅經歷各種危機、包括遇到雇傭兵、被昆特紗人俘虜、在星空中遭遇撒克巨人和狂派、最後在經歷死亡宇宙後來到地球。在2022年播出的第三季《王國》中，雅希在地球上和其他博派與強大金剛們一同對抗狂派、掠奪獸等人，最後一起搭乘方舟號回到賽博坦。

### 變形金剛：地球火種(Transformers: Earthspark)
在2022年的動畫中，雅希在第一季第八集中出場，代替當集前去協助柯博文和密卡登的大黃蜂(Bumblebee)，擔任地球原生變形金剛(Terron)的一日導師。本作中的雅希造型非常接近G1動畫，包含配色和結構上，不過其車輛型態是一輛地球的古董肌肉車。個性活潑，在當導師時喜歡用壓迫的方式、逼迫學生替自己發聲。由瑪莎‧莫里恩(Martha Morion)聲演。

### 變形金剛：源起(Transformers One)
在2024年上映的動畫電影中，雅希作為客串性質的角色出現。在本作品開始的時間點，她和許多博派著名人物一樣、都是在賽博坦地底下挖掘超能量體(Energon)礦藏的礦工之一、被移除變形齒輪而無法變形。在電影前期、奧萊恩‧派克斯和D-16闖入鐵堡5000的比賽中時可以看到雅希在觀眾席上興奮大叫。在片尾、奧萊恩‧派克斯成為柯博文後後賽博坦地表的超能量體礦藏重新流動十、所有被移除變形齒輪的變形金剛都重新獲得變形齒輪、也包括雅希。
本片中的雅希在未獲得變形齒輪時的外觀就已經和G1動畫中非常相符，以粉紅色和白色的配色為主、頭部兩側有類似莉亞公主的造型。由鐘金妮(Jinny Chung)配音，和克羅米亞(Chromia)共用同一名配音員。

## 真人電影世界觀

### 變形金剛：復仇之戰(Transformers: Revenge of the Fallen)
在2009年電影第二集中登場，不過台詞不多。本作中的雅希設定非常獨特，其由三輛摩托車金剛組成，分別是紫色、粉紅色和藍色的，三位金剛身體分開，但共享同一份心志和火種。每個分體個別變形成機器人型態，下半身都不是雙腿而是輪胎。由葛瑞‧格里芬(Grey Griffin)聲演。
在電影一開始時的上海任務顯示，其和雙胞胎剎車(Skids)、泥檔(Mudflap)、斯偉伯(Sidewipe)都已經來到地球一段時間，並協助巢穴部隊(N.E.S.T)對抗狂派金剛，並和斯韋伯合作擊殺了狂派金剛邊路(Sideways)。在柯博文死亡、巢穴部隊被迫解散時，以載具型態和其他博派同伴一起待在運輸機上，也在埃及空降並參與之後的大戰，在稍後的埃及戰場中，分體成的三輛摩托車金剛裡，紫色和粉紅色的機體在戰鬥中被重創。

### 大黃蜂(Bumblebee)
在2018年重啟的《大黃蜂》電影中電影場的賽博坦戰鬥畫面短暫出現，造型接近G1動畫，變形載具是一輛賽博坦摩托車，由葛瑞‧格里芬回歸聲演。

### 變形金剛：萬獸崛起(Transfomrers: Rie of the Beasts)
在2023年上映的電影《變形金剛：萬獸崛起》中，雅希再次出現並擔任要角。但是改由萊莎‧寇西(Liza Koshy)配音，並且變形成一輛地球摩托車。雅希是本片博派中體型最嬌小的成員，甚至可以躲藏在同伴輪傑(Wheeljack)的載具型態內。整體造型接近G1，不過因為變形模式的改動而略有不同。個性嚴肅、謹慎。

## 漫畫版本

### 變形金剛：墮落金剛傳奇(Transformers: Tales of the Fallen)
配合真人電影第二集，IDW出版社推出了《變形金剛：墮落金剛傳奇》漫畫敘述相關的故事。本漫畫共有六冊，分別敘述了大黃蜂、斯韋伯、天火(Jetfire)、墮落金剛、戰犬(Ravage)和雅希(Arcee)的故事。
在雅希的故事中敘述，在賽博坦星上，雅希帶領一隻博派小隊與回到賽博坦上的天王星以及狂派戰鬥，結果不敵數量眾多的狂派而戰敗，自己也身受重傷，最後被裂雷(Thundercraker)給俘虜，並在狂派的瘋狂軍醫斷詠波(Flatline)的改造，將其火種分給三個賽博坦原生體(Cybertronian Protoform)，成為三位分體、但共享心志和思考的變形金剛。在雙胞胎兄弟剎車、泥檔的協助下，成功脫逃。最後接收到柯博文的訊息，與剎車、泥檔一起前往地球。

### IDW(2005~2019)
在IDW出版社發行的2005~2019年系列中擔綱重要角色，呈現出一個非常剽悍、暴力的雅希，個性不近人情、封閉，喜好以兩把能量刀和對手貼身戰鬥。變形成賽博坦跑車、身體以粉紅色和白色為主。曾經一度成為巡弋者(Prowl)的秘密特工，進行一些見不得人的黑暗工作。在該版本中第一次探討了變形金剛的性別問題，雅希的性別由來相當曲折─「他」原先是一名古賽博坦戰士、並且是格威龍(Galvatron)的兄弟，但是被瘋狂科學家哲哈薩斯(Jhiaxus)抓獲，並被改造成史上第一個「女性」變形金剛、將「性別」的概念引入賽博坦人中，換句話說她的年紀算是非常、非常大。在那之後，有好一段時間她的目標都是找到哲哈薩斯並摧毀他，但是之後放下這個目標、並坦承自己對於現在的身體感到比較舒服。之後出現了全女性變形金剛殖民地天鑄城(Caminus)顯然形成設定矛盾。唯一可以稱得上是朋友的斯韋伯死去後變得更怪僻。在博派和狂派的大戰結束後和柯博文、天火等人留在地球上、處理狂派殘黨和人類的政治戲碼，並參與變形金剛和特種部隊的連動刊、和蛇眼交手過，也參與了最後對抗尤尼克隆(Unicron)的完結篇、跟隨柯博文一路殺到尤尼克隆的核心，並見證柯博文透過自我犧牲的方式摧毀尤尼克隆。最後終於敞開心扉，和一名來自殖民地天鑄城女性變形金剛小翅膀(Aileron)墜入愛河，並且向後代的變形金剛敘述柯博文的故事。

### IDW(2019~2022)
在2019年重啟後也有出場，和女性博派金剛綠光(Greenlight)是火種伴侶。

### Skybound(2023~)
在2023年開始連仔的系列中，雅希首次登場是在《變形金剛 #1》(Transformers #1)中、和其他博派成員一樣、在方舟中重傷昏迷，直到她在《變形金剛 #5》中被修復。
此版本中的外觀設定大致上和G1動畫非常相似，以粉紅色和白色為基調。在經過方舟的電腦調整後、地球載具模式為為一輛粉紅色和白色的藍寶基尼跑車。
和馬格斯感情密切，過去曾經是他的鐵學徒(Iron Apprentice)，並在來到地球後、接受卡莉成為她的鐵學徒。